# تپه منتظری ۳
تپه منتظری ۳ مربوط به دوران‌های تاریخی پس از اسلام است و در شهرستان رامیان، بخش فندرسک، روستای میان کاله واقع شده و این اثر در تاریخ ۳۰ تیر ۱۳۸۴ با شمارهٔ ثبت ۱۲۲۵۴ به‌عنوان یکی از آثار ملی ایران به ثبت رسیده است.